# Saison 3 des Thunderman
Chronologie
Saison 2 Saison 4
Cet article présente les épisodes de la troisième saison de la série télévisée américaine Les Thunderman diffusée du 27 juin 2015 au 10 octobre 2016 sur Nickelodeon.
En France, la troisième saison est diffusée du 29 février 2016 au 31 mars 2017 sur Nickelodeon France.Puis rediffuser sur Gulli à partir du 9 mai 2022

## Synopsis de la saison
Au cours de la troisième saison, Chloé est présentée comme la petite sœur. À la fin de la même saison, Max décide de devenir un héros plutôt qu'un méchant après que Phoebe et le Dr Colosso l'aient sauvé des membres de la Ligue des méchants, le roi des crabes, Lady Web et Scalestro. Phoebe s'est plus consacré à sa vie de héros durant cette saison.

## Distribution
- Kira Kosarin (VF : Sophie Frisson) : Phoebe Thunderman
- Jack Griffo (VF : Alexis Flamant) : Max Thunderman
- Addison Riecke (VF : Aline Dubois) : Nora Thunderman
- Diego Velazquez (VF : Arthur Dubois) : Billy Thunderman
- Chris Tallman (VF : Martin Spinhayer) : Hank Thunderman
- Rosa Blasi (VF : Sophie Landresse) : Barbra « Barb » Thunderman
- Maya Le Clark (VF : Cécile Florin) : Chloé Thunderman
- Dana Snyder (VF : Benoît Van Dorslaer) : Dr Colosso
- Barrett Carnahan (VF : Xavier Percy) : Lincoln « Link » Evilman
- Eric Allan Kramer (VF : Nicolas Matthys) : Mike Evilman
- Audrey Whitby : (VF : Claire Tefnin) Cherry
- Helen Hong (VF : Cécile Florin) : Mme Wong
- Jeff Meacham : Principal Bradford
- Ryan Newman : Allison
- Harvey Guillén : Cousin Blobbin
- Daniele Gaither : Super-Présidente Tapedure

## Épisodes

### Épisode 1:Phoebe contre Max, la revanche
- États-Unis : 27 juin 2015 sur Nickelodeon
- France : 1er mars 2016 sur Nickelodeon France

- États-Unis : 2,42 millions de téléspectateurs[1] (première diffusion)

- Maya Le Clark
- Audrey Whitby
- Rizwan Manji

### Épisode 2:La corde sensible
- États-Unis : 11 juillet 2015 sur Nickelodeon
- France : 29 février 2016 sur Nickelodeon France

- États-Unis : 1,41 million de téléspectateurs[2] (première diffusion)

- Maya Le Clark
- Audrey Whitby
- Jeff Meacham
- Tanner Stine
- Kenny Ridwan
- Jake Borelli

### Épisode 3:Écrase, l'insecte!
- États-Unis : 18 juillet 2015 sur Nickelodeon
- France : 2 mars 2016 sur Nickelodeon France

- États-Unis : 1,59 million de téléspectateurs[3] (première diffusion)

- Maya Le Clark
- Barrett Carnahan
- Madison Lawlor

### Épisode 4:Mauvaises fréquentations
- États-Unis : 25 juillet 2015 sur Nickelodeon
- France : 3 mars 2016 sur Nickelodeon France

- États-Unis : 1,46 million de téléspectateurs[4] (première diffusion)

- Maya Le Clark
- Audrey Whitby
- Jeff Meacham
- Tanner Stine
- Kenny Ridwan
- Jake Borelli
- Ariela Barer
- Shauna Case
- Michelle DeFraites

### Épisode 5:Le manège de la discorde
- États-Unis : 30 septembre 2015 sur Nickelodeon
- France : 4 mars 2016 sur Nickelodeon France

- États-Unis : 1,74 million de téléspectateurs[5] (première diffusion)

- Maya Le Clark

### Épisode 6:Le mal ne dort jamais
- États-Unis : 7 octobre 2015 sur Nickelodeon
- France : 18 avril 2016 sur Nickelodeon France

- États-Unis : 1,40 million de téléspectateurs[6] (première diffusion)

- Eric Allan Kramer
- Maya Le Clark
- Audrey Whitby
- Barrett Carnahan
- Daniele Gaither

### Épisode 7:Doubles jeux
- États-Unis : 14 octobre 2015 sur Nickelodeon
- France : 20 avril 2016 sur Nickelodeon France

- États-Unis : 1,46 million de téléspectateurs[7] (première diffusion)

- Maya Le Clark
- Audrey Whitby
- Tanner Stine
- Alex Staggs
- Shanna Strong
- Sam Cohen

### Épisode 8:Coup de pousse
- États-Unis : 21 octobre 2015 sur Nickelodeon
- France : 21 avril 2016 sur Nickelodeon France

- États-Unis : 1,25 million de téléspectateurs[8] (première diffusion)

- Ryan Newman
- Maya Le Clark
- Audrey Whitby
- Jeff Meacham

### Épisode 9:Le bandeau de pirate
- États-Unis : 28 octobre 2015 sur Nickelodeon
- France : 22 avril 2016 sur Nickelodeon France

- États-Unis : 1,33 million de téléspectateurs[9] (première diffusion)

- Maya Le Clark
- Barrett Carnahan
- Casey Simpson

### Épisode 10:Super-collant
- États-Unis : 4 novembre 2015 sur Nickelodeon
- France : 19 avril 2016 sur Nickelodeon France

- États-Unis : 1,73 million de téléspectateurs[10] (première diffusion)

- Maya Le Clark
- Audrey Whitby
- Barrett Carnahan
- Daniele Gaither
- Helen Hong
- Mark DeCarlo

### Épisode 11:Mentor mentor
- États-Unis : 11 novembre 2015 sur Nickelodeon
- France : 25 avril 2016 sur Nickelodeon France

- États-Unis : 1,83 million de téléspectateurs[11] (première diffusion)

- Carlos PenaVega
- Maya Le Clark
- Daniele Gaither

### Épisode 12:Guerre et paix
- États-Unis : 18 novembre 2015 sur Nickelodeon
- France : 25 avril 2016 sur Nickelodeon France

- États-Unis : 1,61 million de téléspectateurs[12] (première diffusion)

- Ryan Newman
- Maya Le Clark
- Audrey Whitby
- Tanner Stine
- Kenny Ridwan
- Jake Borelli
- Harvey Guillén
- Teala Dunn
- Rebecca Metz

### Épisode 13:La soirée jeu
- États-Unis : 13 février 2016 sur Nickelodeon
- France : 26 septembre 2016 sur Nickelodeon France

- États-Unis : 1,65 million de téléspectateurs[13] (première diffusion)

- Ryan Newman
- Maya Le Clark
- Dana Snyder

### Épisode 14:Embrasse-moi, Nate
- États-Unis : 2 avril 2016 sur Nickelodeon
- France : 27 septembre 2016 sur Nickelodeon France

- États-Unis : 1,56 million de téléspectateurs[14] (première diffusion)

- Ryan Newman
- Maya Le Clark
- Tanner Stine
- Gabrielle Elyse
- Camille Manning Hyde
- Adam Kulbersh
- Thomas Archer

### Épisode 15:Une journée de chien
- États-Unis : 4 juin 2016 sur Nickelodeon
- France : 28 septembre 2016 sur Nickelodeon France

- États-Unis : 1,66 million de téléspectateurs[15] (première diffusion)

- Maya Le Clark
- Helen Hong
- Harvey Guillén
- Nicole Sullivan
- Shane Blades
- Bechir Sylvain

### Épisode 16:Incorrigible farceur
- États-Unis : 11 juin 2016 sur Nickelodeon
- France : 29 septembre 2016 sur Nickelodeon France

- États-Unis : 1,45 million de téléspectateurs[16] (première diffusion)

- Ryan Newman
- Maya Le Clark
- Jeff Meacham
- Helen Hong
- Tanner Stine
- Jake Borelli
- Elijah Nelson

### Cross Over (AvecHenry Danger):Danger et Thunder
- États-Unis : 18 juin 2016 sur Nickelodeon
- France : 13 février 2017 et 14 février 2017 sur Nickelodeon France

- États-Unis :

- Daniele Gaither
- Tanner Stine
- Jake Borelli
- Kenny Ridwan
- Genneya Walton

### Épisode 17:Aspiré par le vide
- États-Unis : 25 juin 2016 sur Nickelodeon
- France : 30 septembre 2016 sur Nickelodeon France

- États-Unis : 1,59 million de téléspectateurs[17] (première diffusion)

- Maya Le Clark
- Daniele Gaither
- Tanner Stine
- Jake Borelli
- Kenny Ridwan
- Genneya Walton

### Épisode 18:Tout oublier
- États-Unis : 9 juillet 2016 sur Nickelodeon
- France : 3 octobre 2016 sur Nickelodeon France

- États-Unis : 1,41 million de téléspectateurs[18] (première diffusion)

- Maya Le Clark
- Audrey Whitby
- Elijah Nelson
- Daniele Gaither
- Gabrielle Elyse
- Camille Manning Hyde
- Max Jimenez

### Épisode 19:Rencontre avec les parents
- États-Unis : 16 juillet 2016 sur Nickelodeon
- France : 4 octobre 2016 sur Nickelodeon France

- États-Unis : 1,51 million de téléspectateurs[19] (première diffusion)

- Ryan Newman
- Maya Le Clark
- Chris Jericho
- Cate Cohen

### Épisode 20:Coup de foudre au fast-food
- États-Unis : 23 juillet 2016 sur Nickelodeon
- France : 5 octobre 2016 sur Nickelodeon France

- États-Unis : 1,54 million de téléspectateurs[20] (première diffusion)

- Maya Le Clark
- Audrey Whitby
- Daniele Gaither
- Lucas Adams

### Épisode 21:Phoebe des Bois
- États-Unis : 30 juillet 2016 sur Nickelodeon
- France : 6 octobre 2016 sur Nickelodeon France

- États-Unis : 1,71 million de téléspectateurs[21] (première diffusion)

- Maya Le Clark
- Audrey Whitby
- Tanner Stine
- Jake Borelli

### Épisode 22:Tante Mandy
- États-Unis : 6 août 2016 sur Nickelodeon
- France : 7 octobre 2016 sur Nickelodeon France

- États-Unis : 1,44 million de téléspectateurs[22] (première diffusion)

- Maya Le Clark
- Tanner Stine
- Jake Borelli
- Kenny Ridwan
- Paula Christensen
- Ashlee Füss

### Épisode 23:L'arroseur arrosé
- États-Unis : 13 août 2016 sur Nickelodeon
- France : 10 octobre 2016 sur Nickelodeon France

- États-Unis : 1,48 million de téléspectateurs[23] (première diffusion)

- Maya Le Clark
- Helen Hong
- Adrián González

### Épisode 24:Rentrée senSASS
- États-Unis : 13 août 2016 sur Nickelodeon
- France : 11 octobre 2016 sur Nickelodeon France

- États-Unis : 1,66 million de téléspectateurs[23] (première diffusion)

- Maya Le Clark
- Daniele Gaither
- Matt Corboy
- Dawson Fletcher
- Saylor Bell
- Jacob Buster
- KylieRae Condon
- Issac Ryan Brown

### Épisode 25 et 26:Une révélation explosive
- États-Unis : 10 octobre 2016 sur Nickelodeon
- France : 31 mars 2017 sur Nickelodeon France

- États-Unis : 2,43 millions de téléspectateurs[24] (première diffusion)

- Ryan Newman
- Maya Le Clark
- Audrey Whitby
- Helen Hong
- Barrett Carnahan
- Tanner Stine
- Kenny Ridwan
- Jake Borelli
- Gabrielle Elyse
- Jeff Meacham
- Camille Manning Hyde
- Daniele Gaither

Première partie :
Quand Max reçoit un appel de L'Ordre Chaos, il est impatient de le rencontrer enfin. Outre Max rencontrant la fée Pinch-ess, Fils de Scalestro, et Strongdor, L'Ordre Chaos a une tâche pour Max qui est de prendre les pouvoirs de Thunder Girl avec un orbe spécial après que Phoebe arrêtant le vol du musée de Lady Web. Phoebe découvre l'implication de Max avec L'Ordre Chaos et, après une dispute, enlève accidentellement les pouvoirs de Max. Max est alors immobilisé à vie et enfermé dans son antre jusqu'à nouvel ordre. Cependant, le Dr Colosso est capable de percer et libérer Max et lui rend ensuite l'orbe, que Max utilise pour prendre les pouvoirs de la famille, et il enferme alors sa famille à l'intérieur avant de partir au bal où se trouve Phoebe.